# Јован Кормјански
Јован Кормјански (рођ. Јован Јованович Гашкевич; 7 (20. октобар) 1837, село Стрешин, Рогачевски округ, Могиљовска губернија - јесен 1917, село Огородња, Гомељски округ, Могиљовска губернија) - свештеник Руске православне цркве.
Године 1998. Синод Белоруске православне цркве га је канонизовао као праведника за локално поштовање; Архијерејски Сабор Руске Православне Цркве донео је 30. новембра 2017. године одлуку о свецрквеном прослављању оца Јована Кормјанског.

## Биографија
Потиче из свештеничке породице Гошкевича. Рођен је 7. октобра (20. октобар по новом) 1837. године у породици свештеника Јована Јовановича Гашкевича, рукоположеног од архиепископа Данила у Свето-Покровској цркви (саграђена 1807. године) у селу Стрешин 1836. године, исповедник  Рогачевског деканата. Мајка Марија Јосефова. Браћа Лев и Николај Гашкевич, студирали су у Могиљовској богословији. Сестра Ана, Јован и његова браћа од малих ногу су помагали оцу у храму.
Студирао је у парохијској школи, уписао је Могиљевску богословску школу, успешно студирао, а затим наставио студије у Могилевској богословији, где су студирала браћа, а потом и синови Јованови. Године 1859, након што је завршио богословију, Јован Гашкевич је сам предавао у парохијској школи у селу Огородња, Гомељска област.
Године 1862. Јован Гашкевич се оженио ћерком протојереја Огородненске цркве, Марије Трушевич. У фебруару 1862. године рукоположен је за свештеника у цркви Рођења Богородице у селу Шерстин, округ Рогачевски.
Гашкевичи су имали четворо деце: три сина - Михаила, Игњатија, Симеона (Михаил и Симеон су постали свештеници, Игњатије је постао псаламочитач) и ћерка Татјана (касније учитељица у парохијској школи).
По захтеву, 1876. године, Јован је премештен у Огородненску цркву Светог Николе. Служио је као духовни иследник три године од 1893.
Био је члан деканског већа 12 година.
У Корми је прва црква брвнара у част Покрова Пресвете Богородице подигнута о трошку парохијана 1760. године на улазу у град. До 1900. године је пропао. Протојереј Јован, који је у то време био исповедник 3. гомелског округа, саветовао је настојатеља да проведе три дана у молитви и посту како би Господ указао где се налази место за нови храм. Парохијани и настојатељ отац Петар поступили су по савету проницљивог старца: у центру села, на брежуљку, увече су се саме упалиле свеће и ту су одлучили да изградити храм. Протојереј Јован Гашкевич је извршио полагање камена темељца, а потом и освећење храма – 1907. године – у саслужењу локалног свештеника Николаја Страдомског.
Године 1876. одликован је набедренником, 1889. - скуфијом, 1896. године - камилавком и златним напрсним крстом, 1906. - Орденом Свете Ане 3. степена, 1907. - уздигнут у чин протојереја, 1912. године. - одликован Орденом Светог Владимира 4. степена.
Преминуо је у селу Огородња у септембру или октобру 1917. године и сахрањен је у локалној цркви, на десној страни олтара. Непосредно пре смрти, отац Јован је предвидео: „Скочиће на мене, али ће ковчег бити јак. Тако се и догодило – крајем 1950-их храм је спаљен, а заједно са рушевинама и надгробним споменицима, они су погребени и однети. На месту цркве изграђено је фудбалско игралиште.

## Канонизација
Године 1991. настојатељ Кормјанске православне парохије отац Стефан (Нешчерет) одлучио је да пронађе свештениково место сахране. Рашчишћавајући темељ олтарског дела некадашње цркве, открио је гробове двојице свештеника: нетљене мошти протојереја Јована и његовог сина Михаила. Настојатељ храма јеромонах Стефан (Нешчерет) преселио их је под покров код олтара Покровске цркве.
Проналазак часних моштију протојереја Јована обављен је 9. септембра (Нова уметност) 1997. године. Мошти су постављене за поштовање у храму на левој страни олтара.
31. маја 1998. године канонизација Јована Кормјанског одржана је у лику праведника као локално поштованог светитеља Белоруске православне цркве, канонизацију је предводио Патријаршијски егзарх целе Белорусије, митрополит мински и слуцки Филарет ( Вахромејев).
8. августа 2000. године, одлуком Синода Белоруске Православне Цркве, одлучено је да се при Свето-Покровској парохији оснује метох у част Светог праведног Јована Кормјанског и назове га Свето-Јовански манастир.
Архијерејски Сабор Руске Православне Цркве донео је 30. новембра 2017. године одлуку о свецрквеном прослављању оца Јована Кормјанског.